# Daphnis hayesi
Daphnis hayesi är en fjärilsart som beskrevs av Jean-Marie Cadiou 1988. Daphnis hayesi ingår i släktet Daphnis och familjen svärmare. Inga underarter finns listade i Catalogue of Life.

## Beskrivning

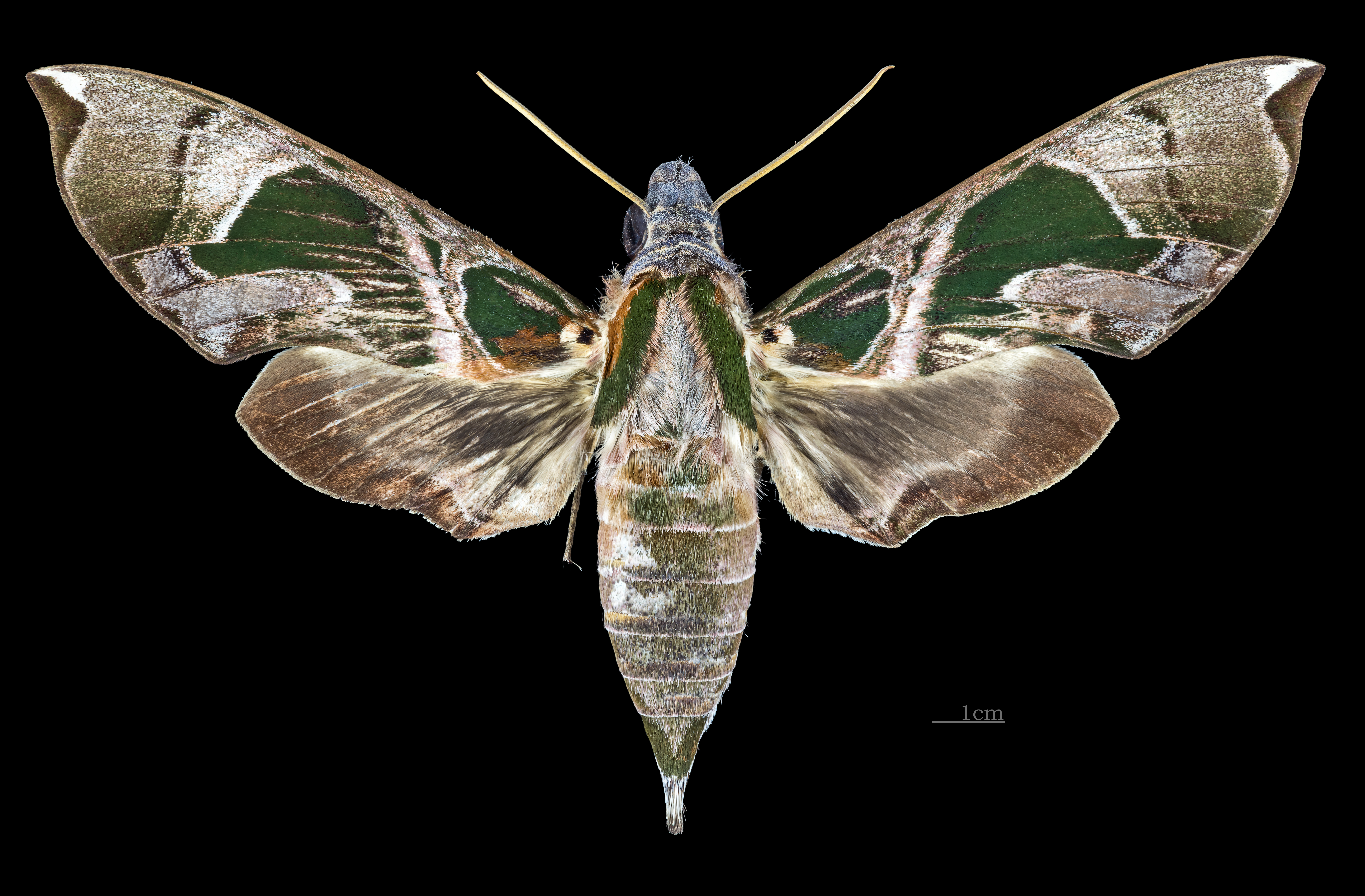
Daphnis hayesi  ♀
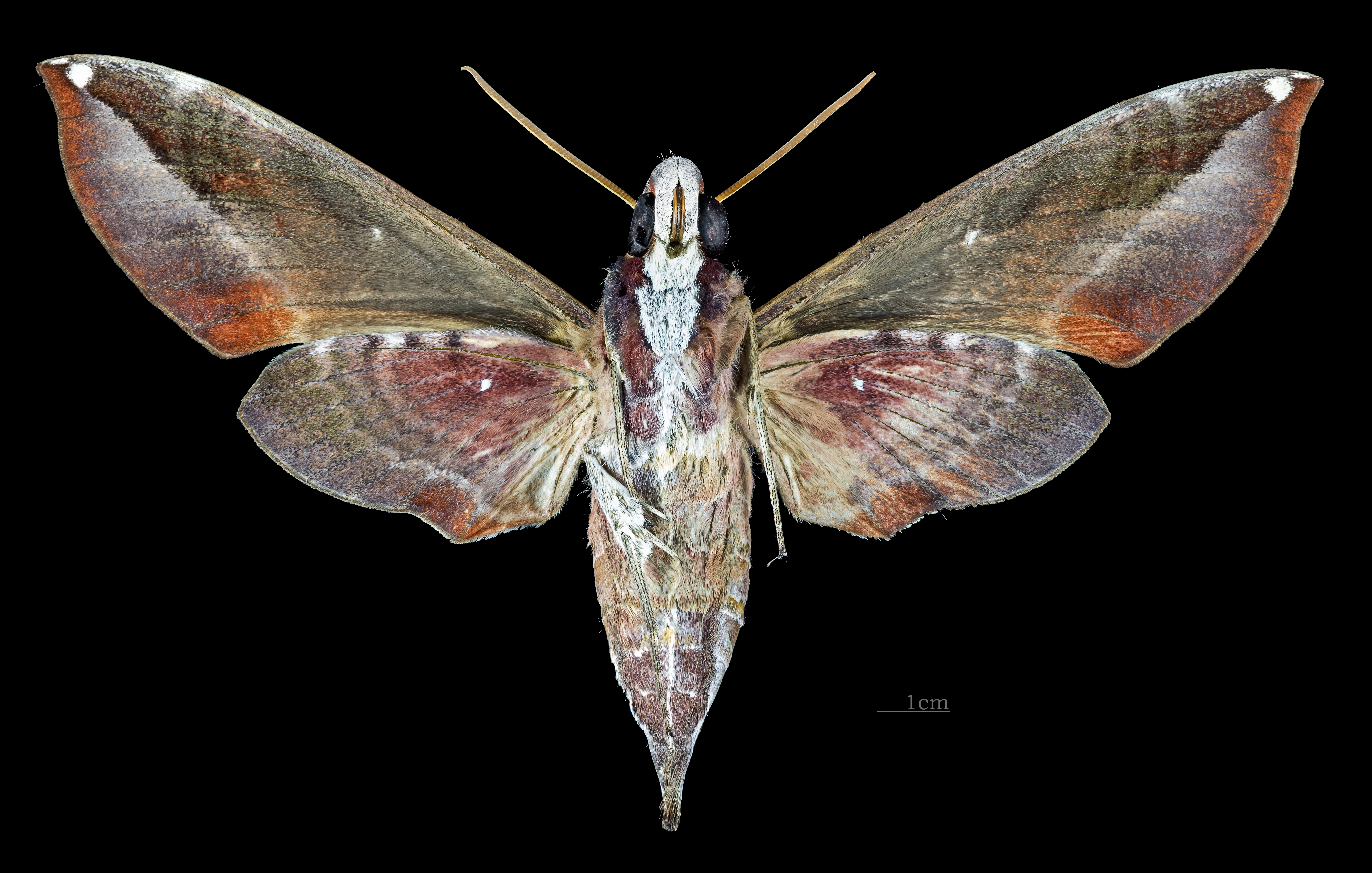
Daphnis hayesi   ♀ △